# Sveto Mitrani
Sveto Mitrani (en macédonien Свето Митрани) est un village du centre de la Macédoine du Nord, situé dans la municipalité de Krouchevo. Le village comptait 434 habitants en 2002.

## Démographie
Lors du recensement de 2002, le village comptait :
- Macédoniens : 433
- Autres : 1